# SET Taiwan
SET Taiwan (tiếng Trung: 三立台灣台; Hán-Việt: Tam Lập Đài Loan Đài) là một đài truyền hình thuộc Sanlih E-Television của Đài Loan, bắt đầu phát sóng từ tháng 9 năm 1993. Kênh này chủ yếu phát sóng các bộ phim truyền hình Đài Loan.

## Sản xuất phim truyền hình

### Phát sóng mỗi ngày
- Accompany Me Through Life
- Affection of the world
- Ah Bian and Ah Jane
- Con Tim Lạc Lối
- Golden Ferris Wheel
- Khát Vọng Đỉnh Cao
- Joking Taiwan
- Gia đình Sóng Gió
- Negative Line of Tears
- Nine Refers to the Bride
- Tấm Lòng Cha Mẹ
- Pay It Forward
- Taiwan Ah Cheng
- Taiwan Thunderbolt
- Taiwan Tornado
- Tay Trong Tay
- World Affectionate
- Unique Flavor

### Thứ Sáu
- Way Back into Love
- Rainy Night Flower
- Father
- Flavor of Life
- White Magnolia
- Once Upon a Time in Beitou
- Our Mother